# Stazione meteorologica di Scheggia e Pascelupo
La stazione meteorologica di Scheggia e Pascelupo è la stazione meteorologica di riferimento per la località di Scheggia e Pascelupo.

## Coordinate geografiche
La stazione meteorologica si trova nell'area climatica dell'Italia Centrale, nell'Umbria, in provincia di Perugia, nel comune di Scheggia e Pascelupo, a 575 metri s.l.m. e alle coordinate geografiche 43°24′N 12°40′E.

## Dati climatologici
In base alla media trentennale di riferimento 1961-1990, la temperatura media del mese più freddo, gennaio, si attesta a +2,8 °C; quella del mese più caldo, luglio, è di +19,8 °C.
| Scheggia e Pascelupo (1961-1990)                     | Mesi | Mesi | Mesi  | Mesi  | Mesi  | Mesi  | Mesi  | Mesi  | Mesi  | Mesi  | Mesi | Mesi | Stagioni | Stagioni | Stagioni | Stagioni | Anno   |
| Scheggia e Pascelupo (1961-1990)                     | Gen  | Feb  | Mar   | Apr   | Mag   | Giu   | Lug   | Ago   | Set   | Ott   | Nov  | Dic  | Inv      | Pri      | Est      | Aut      | Anno   |
| ---------------------------------------------------- | ---- | ---- | ----- | ----- | ----- | ----- | ----- | ----- | ----- | ----- | ---- | ---- | -------- | -------- | -------- | -------- | ------ |
| T. max. media (°C)                                   | 5,6  | 7,2  | 10,6  | 14,4  | 18,4  | 23,2  | 26,3  | 26,4  | 22,5  | 16,1  | 10,7 | 7,9  | 6,9      | 14,5     | 25,3     | 16,4     | 15,8   |
| T. media (°C)                                        | 2,8  | 3,8  | 6,6   | 9,9   | 13,3  | 17,4  | 19,8  | 19,7  | 17,0  | 12,1  | 7,7  | 5,1  | 3,9      | 9,9      | 19,0     | 12,3     | 11,3   |
| T. min. media (°C)                                   | −0,1 | 0,4  | 2,6   | 5,5   | 8,2   | 11,6  | 13,3  | 13,0  | 11,6  | 8,1   | 4,7  | 2,2  | 0,8      | 5,4      | 12,6     | 8,1      | 6,8    |
| Radiazione solare globale media (centesimi di MJ/m²) | 600  | 900  | 1 350 | 1 720 | 2 130 | 2 300 | 2 320 | 1 980 | 1 510 | 1 040 | 660  | 490  | 1 990    | 5 200    | 6 600    | 3 210    | 17 000 |